# Polycera hummi
Polycera hummi är en snäckart som beskrevs av Abbott 1952. Polycera hummi ingår i släktet Polycera och familjen Polyceridae. Inga underarter finns listade i Catalogue of Life.